# Annino
Annino (Russisch: Аннино uitspraakⓘ) is een station aan de Serpoechovsko-Timirjazevskaja-lijn van de Moskouse metro dat op 12 december 2001 werd geopend.

## Geschiedenis
De bouw van het station begon halverwege de jaren negentig van de twintigste eeuw. Destijds was het de bedoeling om het station samen met Oelitsa Akademika Jangelja en Boelvar Dmitrija Donskogo in 1998 te openen. Door gebrek aan bekostiging werden diverse metroprojecten stilgelegd. De Serpoechovsko-Timirjazevskaja-lijn werd echter als prioriteit aangemerkt van de stilgelegde metroprojecten zodat de bouw slechts drie jaar vertraging opliep. Door deze vertraging werd het station het eerste Moskouse metrostation van de eenentwintigste eeuw.
De openingsceremonie, waarbij ook de nieuwe metrostellen van het type Jaoeza werden getoond, werd bijgewoond door de Russische president Vladimir Poetin en de burgemeester van Moskou, Joeri Loezjkov. Nadat de nieuwe metro was bekeken reed deze naar Serpoechovskaja en daarna leeg terug naar depot Petsjatniki. De vertraging in de aanleg betekende ook dat ten zuiden van het perron tijdelijk een kruiswissel werd gebouwd om metro's te kunnen keren. Toen de lijn na een jaar alsnog voltooid werd is de kruiswissel weer verwijderd.

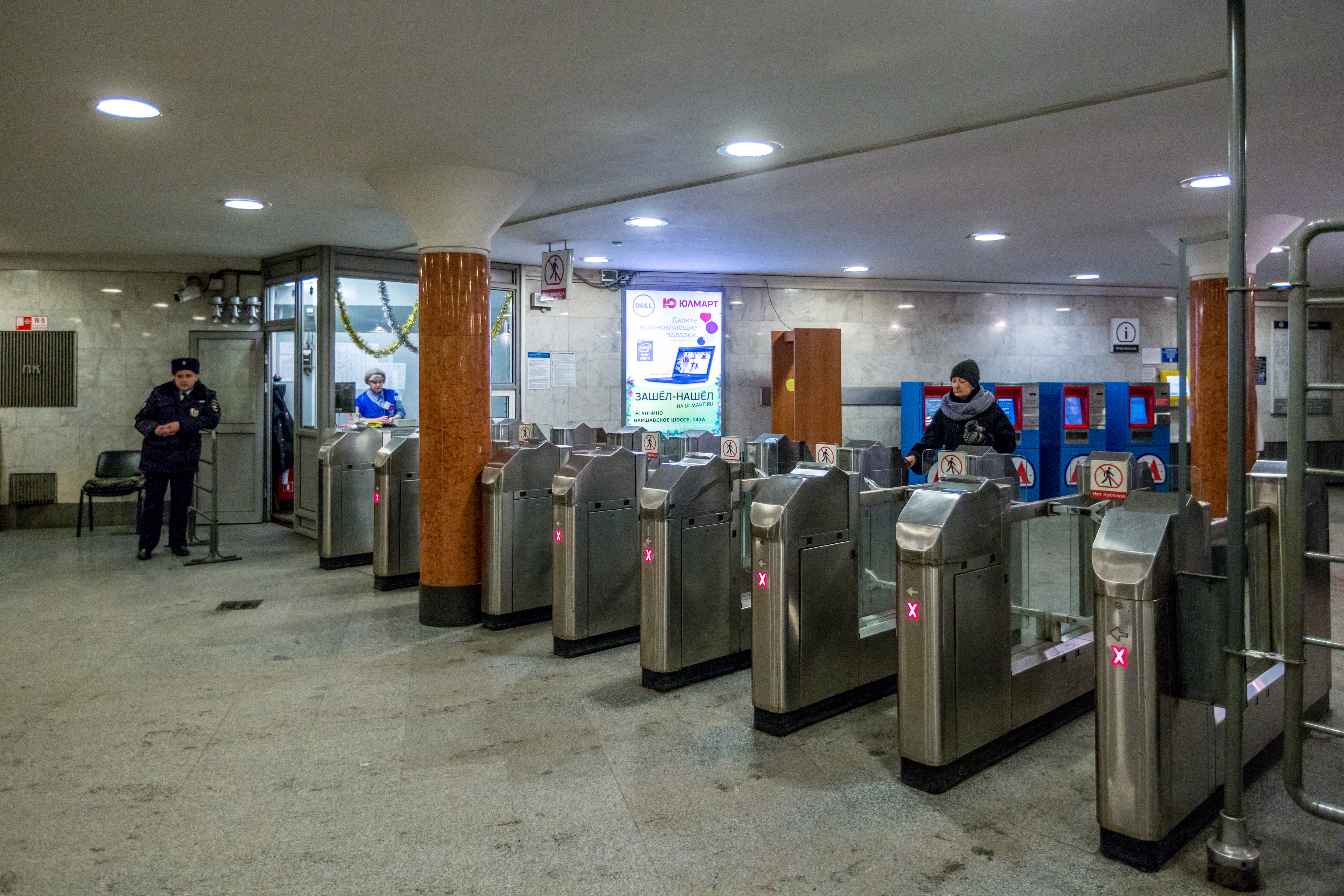
De poortjes in de stationshal
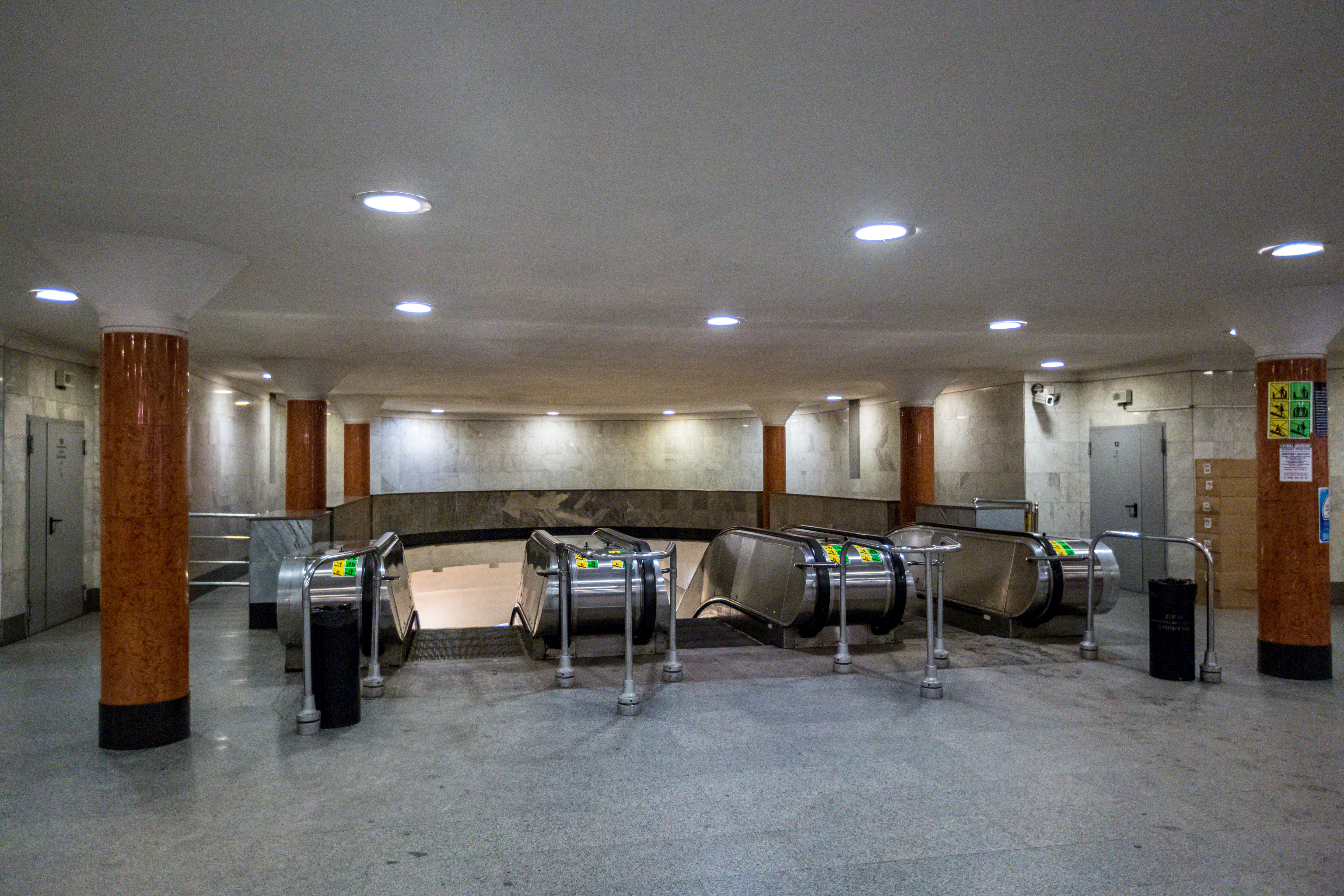
De roltrappen
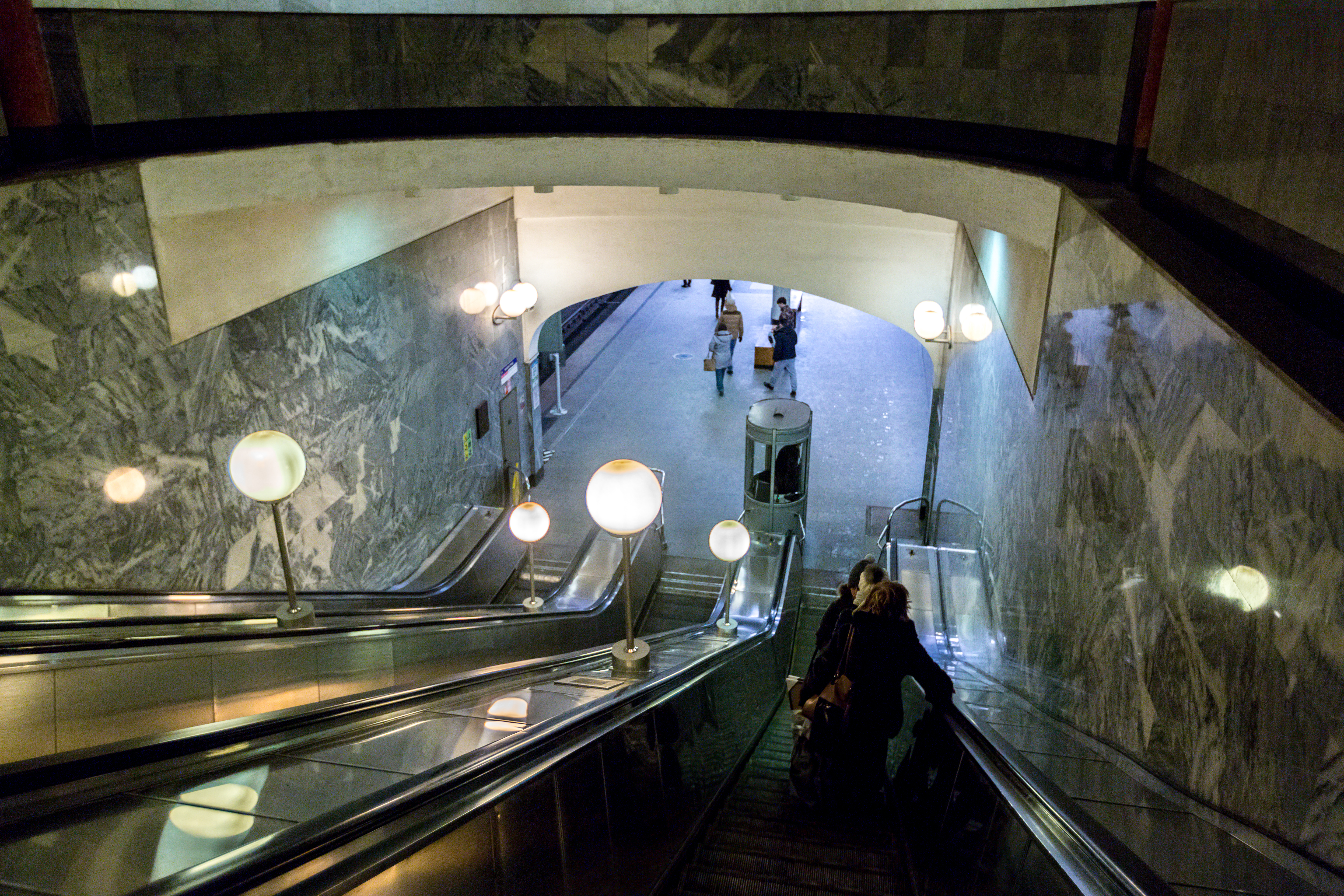
naar het perron

## Ontwerp en inrichting
Het enkelgewelfdstation op 8 meter diepte werd gebouwd in een open bouwput waarin het gewelf ter plaatse werd gegoten. In het gewelf zijn grote ronde uitsparingen gegoten waarin de lampen voor de verlichting van het perron zijn geplaatst. De dragende muren onder het gewelf zijn van grijs marmer terwijl de vloer bestaat uit grijs marmer met patronen van zwart marmer. De twee ondergrondse verdeelhallen bevinden zich boven de sporen aan de kopse kanten van het perron. De noordelijke verdeelhal is met drie roltrappen verbonden met het perron en aan de andere kant met een voetgangerstunnel onder de Varsjavskoje Sjosse. Deze voetgangerstunnel heeft toegangen aan weerszijden van de weg waaronder directe toegangen tot de bushaltes. De zuidelijke verdeelhal is pas op 15 juni 2012 in gebruik genomen nadat op 28 oktober 2011 de eerste ondergrondse P en R garage, met 1100 parkeerplaatsen, van de Moskouse metro was geopend. Aanvankelijk wilde het stadsbestuur een busstation voor regionaal vervoer bouwen bij de zuidkant van het station. Dit ging echter niet door na protesten van buurtbewoners en milieuactivisten. Hierom werd de zuidelijke toegang als overbodig gezien tot de parkeergarage gereed was. Gezien de grootte van de zuidelijke verdeelhal wilde men deze eerst alleen als uitgang gebruiken maar uiteindelijk is toch besloten om ook instappers toe te laten.

## Reizigersverkeer
In 2002 werden 39.900 instappers en 25.200 uitstappers per dag geteld. Reizigers kunnen op even dagen doordeweeks vanaf 5:46 uur in beide richtingen vertrekken, in het weekeinde is dit vanaf 5:46 uur richting het centrum en vanaf 5:49 uur naar het zuiden. Op oneven dagen kan doordeweeks vanaf 5:58 uur naar het noorden en vanaf 5:50 uur naar het zuiden gereisd worden. In het weekeinde is dit respectievelijk 6:00 uur en 5:52 uur.